# 15 Пенн Плаза
15 Пенн Плаза — назва нового хмарочоса у Нью-Йорку. Проект хмарочоса передбачає 67 поверхів і його висоту 363 м. 15 Пенн Плаза повинен бути побудований за 270 м (за іншими даними 302 м). від символу Нью-Йорка — хмарочоса Емпайр-Стейт-Білдінг (381 м).